# Mechanitis sancti-gabrielis
Mechanitis sancti-gabrielis är en fjärilsart som beskrevs av Felix Bryk 1953. Mechanitis sancti-gabrielis ingår i släktet Mechanitis och familjen praktfjärilar. Inga underarter finns listade i Catalogue of Life.